# La ventana secreta
La ventana secreta es una película de suspenso psicológico de 2004 protagonizada por Johnny Depp y John Turturro. Fue escrita y dirigida por David Koepp, basándose en el relato  Secret Window, Secret Garden de Stephen King, acompañada por la banda sonora de Philip Glass. La historia apareció en la colección de King Four Past Midnight.

## Argumento
Después de descubrir que su esposa Amy Rainey (Maria Bello) tiene una aventura con su amigo Ted Milner (Timothy Hutton), el escritor de misterio Mort Rainey (Johnny Depp) se retira a su cabaña en el lago Tashmore en el norte de Nueva York, mientras que Amy se queda en su casa marital. Seis meses después, un deprimido Mort se encuentra sufriendo un bloqueo del escritor, lo que ha retrasado la finalización del divorcio.
Un día, un hombre llamado John Shooter (John Turturro) llega a la cabaña y acusa a Mort de haber plagiado su cuento, Temporada de siembra. Al principio, Mort se toma a Shooter como un enfermo mental y tira el libro, pero su sirvienta lo saca de la basura creyendo que era de Mort y, en lugar de tirarlo de nuevo, no puede parar de pensar sobre él y al leer el manuscrito de Shooter, Mort descubre que es prácticamente idéntico a su propia historia, La ventana secreta, excepto por el final. Al día siguiente, Mort, quien una vez plagió la historia de otro autor, le dice a Shooter que su historia fue publicada en una revista de misterio dos años antes que la de Shooter, lo que hizo que fuera inválida su reclamo de plagio. Shooter exige pruebas y advierte a Mort que no se ponga en contacto con la policía. Esa noche, Chico, el perro de Mort, es encontrado muerto fuera de la cabaña, junto con una nota de Shooter que le da a Mort tres días para presentar pruebas.
Mort informa del incidente al sheriff Newsome. Mort conduce hasta su casa y la de Amy con la intención de recuperar una copia de la revista, pero se va porque Ted y Amy están ahí. En cambio, Mort contrata al investigador privado Ken Karsch (Charles S. Dutton), quien vigila la cabaña y habla con Tom Greenleaf (John Dunn Hill), un residente local que pudo haber visto a Shooter y Mort hablando juntos. En la cabaña, Shooter aparece en el lugar y exige que Mort revise el final de su historia a la versión de Shooter, donde el protagonista mata a su esposa. Cuando un incendio provocado destruye la casa de Amy y Mort, y presumiblemente la revista, Mort le revela a la policía que tiene un enemigo.
Karsch le dice a Mort que sospecha que Shooter ha amenazado a Greenleaf después de que Greenleaf afirmara que nunca vio a Mort y Shooter hablando juntos. Mort y Karsch aceptan enfrentarse a Shooter, pero primero eligen encontrarse con Greenleaf en el restaurante local a la mañana siguiente. Al llegar tarde, Mort descubre que ni Karsch ni Greenleaf se presentaron en el restaurante. En su camino de regreso, Mort se encuentra con Ted en una gasolinera donde Ted le exige a Mort que firme los papeles del divorcio. Creyendo que Shooter está empleado por Ted, Mort se niega, se burla de Ted y se marcha de la escena.
Más tarde, Shooter convoca a Mort a un lugar de encuentro; cuando llega, Mort encuentra a Karsch y Greenleaf muertos dentro de la camioneta de Greenleaf y se desmaya al verlos. Cuando se recupera, Shooter le dice a Mort que mató a los dos hombres porque habían "interferido" en su negocio, y advierte a Mort que lo ha implicado deliberadamente en los asesinatos de los dos hombres (habiendo usado el hacha y el destornillador de Mort como armas homicidas) e insinúa que Mort debería deshacerse de los cuerpos. Mort acepta reunirse con Shooter en su cabaña para mostrarle la revista que contiene su historia, que se supone que llegará ese día, después de haber sido enviada durante la noche por su agente literario. Más tarde, Mort recupera sus herramientas y luego empuja el camioneta de Greenleaf con ambos cuerpos aún dentro de un acantilado empinado hacia una cantera llena de agua donde se hunde.
Mort recupera el paquete que contiene la revista de la oficina de correos, pero descubre que ya se ha abierto con las páginas que contienen su historia arrancadas. En la cabaña de Mort, este ve el sombrero de Shooter, se lo pone y comienza a hablarse a sí mismo, tratando de entender los eventos. Frustrado y en negación con su consciencia, Mort arroja un objeto a la pared y se sorprende al ver que una grieta cada vez mayor parte la cabaña por la mitad. Al mirarse en el espejo, se sorprende al ver reflejada la parte posterior de su cabeza. Mort se da cuenta de que no solamente Shooter no es una persona real, sino que es un producto de su propia imaginación, un personaje creado que cobra vida a través del trastorno de identidad disociativo no detectado de Mort, creado sin saberlo para hacer frente y llevar a cabo actos maléficos que Mort no sería capaz de hacer, como matar a Chico, Greenleaf y Karsch, así como incendios provocados. Shooter aparece en su imaginación y tras revelarle sus intenciones, empieza a tomar el control total de Mort.
Amy, preocupada por el comportamiento errático de Mort, llega a la cabaña, la encuentra saqueada y ve la palabra "SHOOTER" tallada repetidamente en las paredes y en los muebles. Mort aparece en el lugar, hablando y actuando como el mismo Shooter con su sombrero. Amy se da cuenta de que el nombre "Shooter" representa el deseo de Mort de "SHOOT-HER" (dispárale a ella) y este persigue a Amy y la apuñala en el tobillo. Ted, en busca de Amy, llega y es emboscado por Mort, quien le golpea la cara con una pala. Amy observa con impotencia sobre cómo Mort golpea a Ted con la pala hasta darlo por muerto, mientras recita el final del relato de Shooter y finalmente, Mort asesina a Amy fuera de la escena.
Meses después, Mort se ha recuperado de su bloqueo como escritor y su estado de ánimo general ha mejorado. Es temido y rechazado en la ciudad debido a los rumores sobre las personas desaparecidas asociadas con él. El sheriff Newsome llega y le dice a Mort que él es el principal sospechoso de los supuestos asesinatos. Le advierte que eventualmente encontrarán los cuerpos y lo atraparán, luego le dice que ya no es bienvenido en la ciudad. Mort descarta pasivamente la amenaza y le dice a Newsome que el final de su nueva historia es "perfecto". Se da a entender que los cuerpos de Amy y Ted están enterrados bajo el maíz que crece en el jardín de Mort, lo que le permite a Mort destruir lentamente cualquier evidencia de sus asesinatos (en un corte final alternativo para los medios domésticos, sus cuerpos se muestran debajo de la tierra).

## Reparto
- Johnny Depp como Mort Rainey.
- John Turturro como John Shooter.
- Maria Bello como Amy Rainey.
- Timothy Hutton como Ted Milner.
- Charles S. Dutton como Ken Karsch.
- Len Cariou como Sheriff Dave Newsome.
- Joan Heney como la señora Garvey.
- John Dunn Hill como Tom Greenleaf.
- Vlasta Vrana como el jefe de bomberos Wickersham.
- Matt Holland como el detective Bradley.
- Gillian Ferrabee como Fran.
- Kyle Allatt como el niño del autobús.

## Diferencias entre la novela y la película
En la novela, cuando Amy descubre a Mort bajo la personalidad de Shooter consigue escapar de él. Mort muere de un disparo por el agente de seguros de Amy.[cita requerida]
En la película, el título del libro de Mort es La ventana secreta (título que comparte también con la película), mientras que en la novela de Stephen King el título es Ventana secreta, jardín secreto.
Mientras que en la película la personalidad de Shooter es debida a un trastorno de identidad disociativo, en la novela explican que Shooter es un personaje creado por el propio Mort, quien lo hizo tan vivo que se volvió real.[cita requerida]

## Producción
Cabe destacar que John Tuturro aceptó el papel de John Shooter bajo presión de su hijo que era un gran fan de Stephen King.

## Estreno

### Fechas de estreno
- Estados Unidos: 12 de marzo de 2004
- Brasil: 16 de abril de 2004
- Italia: 16 de abril de 2004
- Panamá: 16 de abril de 2004
- España: 16 de abril de 2004
- México: 23 de abril de 2004
- Chile: 3 de junio de 2004
- Colombia: 4 de junio de 2004
- Perú: 4 de junio de 2004